# Aurelio Cabañas González
Aurelio Cabañas González (Cuenca, 1961) fue un pintor conquense especializado en grabados, realismo y arte abstracto. Licenciado en Bellas Artes por la facultad de San Carlos de la Universidad de Valencia en 1985 en la especialización de grabado, técnica que perfeccionaría entre 1986 y 1987 en la Academia Rafaello de Urbino y en la Scuola Internazionale di Grafica de Venecia.  Es conocido por su 1.º premio en la V edición del premio de pintura MUFACE en 2009 con la obra Hashima.

## Biografía e influencia
Nacido en cuenca el 14 de enero de 1961 Aurelio Cabañas estuvo Influenciado desde pequeño por el mundo del arte. Su tío fue un famoso acuarelistas y músico conquense. Pero sin duda la figura más influyente fue su padre, Aurelio Cabañas Cabeza un también reconocido e importante pintor conquense del que ha heredado esta destreza y pasión por el arte.
Desde muy pequeño comienza a interesarse por la pintura realista y durante sus años en la Universidad de Bellas Artes de Valencia irá evolucionando hacia el expresionismo y acercándose a la abstracción, más tarde se especializará en grabados y perfeccionará su técnica en la Academia Rafaello de Urbino y la Scuola Internazionale di Grafica de Venecia, definiendo así poco a poco su propio estilo pictórico. Algunas de sus técnicas más utilizadas son el óleo y la acuarela..
Sus obras se nutren de la influencia de los grandes pintores españoles de la historia, buscando la atmósfera de Velázquez, la expresividad de Goya o la luz de Sorolla.
Sus últimas obras son fruto de un proceso que combina la figuración y abstracción, consiguiendo sugerir más que mostrar.
Además de esta pasión por el arte Cabañas dedica su tiempo libre a la música, una faceta que ha heredado de su abuelo Nicolás, que fue compositor y director, conocido por componer la marcha San Juan, himno de la Semana Santa conquense. Desde pequeño ha estudiado música y toca el trombón, la flauta travesera y la trompeta, aunque su mayor habilidad se encuentra en el piano, instrumento que toca diariamente.

### Estudios y Trayectoria profesional
Licenciado en Bellas Artes por la Facultad de San Carlos de Valencia en la especialidad de grabado, en 1985.
En 1986 realiza su tesis de licenciatura con el título: Los grabados españoles del siglo XVIII de la Biblioteca Histórico-médica de la Facultad de Medicina de Valencia.
Realiza cursos de doctorado como: Goya y su obra gráfica y El contraste visual y las técnicas del claroscuro en la Facultad de Bellas Artes de San Carlos en Valencia durante 1986-87.
Cursos de perfeccionamiento en la técnica de la xilografía y el grabado experimental en la Academia Rafaello de Urbino y en la Scuola Internazionale di Grafica de Venecia respectivamente en 1988 y 1989.
En la actualidad es profesor de Enseñanza Secundaria en el I.E.S. “Serranía Baja” de Landete (Cuenca).

## Exposiciones
- septiembre/13. Premio de adquisición en la XXIV edición del Certamen Nacional de Pintura "José Sequí" de Tarancón (Cuenca).
- abril/13. Individual de pintura.Auditorio Municipal de Tarancón (Cuenca).
- enero/12. Individual de pintura. Casa de la Cultura de Utiel (Valencia).
- noviembre/10. Colectiva en la Feria de los Artistas. Madrid.
- noviembre/09. 1.er Premio en la V Edición del PREMIO DE PINTURA MUFACE. 
- Obra gráfica en la Muestra permanente del Museo Provincial de Cuenca.
- agosto/09. 2.º Premio en XII Concurso Nacional de Pintura San Roque. Landete (Cuenca).
- marzo/09. Colectiva de pintura. Galería Artealtea. Valencia.
- junio/07. Individual de pintura. Sala de exposiciones de la CCM en Cuenca.
- agosto/06. 3.º Premio IX Concurso Nacional de Pintura San Roque. Landete (Cuenca).
- abril/05. Individual de acuarela. Círculo de la Constancia. Cuenca.
- abril/05. Colectiva de pintura "Artistas en el Silencio". Sala de exposiciones de CCM en Cuenca.
- octubre/05. Obra seleccionada en el VI Certamen Nacional de Acuarela del Ayuntamiento de Caudete (Albacete).
- octubre/04. Obra seleccionada en el V Certamen Nacional de Acuarela del Ayuntamiento de Caudete (Albacete).
- agosto/99. 3.º Premio en el II Concurso Nacional de Pintura San Roque. Landete (Cuenca)
- febrero/89. Individual de grabado, dibujo y pintura. Sala TRANS-VÍA (Valencia)
- mayo/87. Obra seleccionada en I Premios Castilla-La Mancha de las Artes Plásticas (Cuenca).
- julio/85. Individual de grabado. Sala de exposiciones de Torrent (Valencia).
- junio/85. Individual de grabado. Casa de Cultura de Manises (Valencia).
- mayo/85. Colectiva de grabado. Instituto Josep Ribera de Xátiva (Valencia).
- abril/85. Colectiva de grabado y pintura itinerante Jóvenes artistas conquenses.
- febrero/85. Individual de grabado. Casa de Cultura de Chirivella (Valencia).
- septiembre/84. Individual de pintura y grabado. Caja de Ahorros de Cuenca y Ciudad Real en Cuenca.

### Publicaciones
- Ilustraciones del libro Lee y recuerda conmigo de A. Marchamalo. Ed. Alpuerto. Madrid. 1975.
- Tesis de Licenciatura: Los grabados españoles del siglo XVIII de la Biblioteca Histórico-médica de la Facultad de Medicina de Valencia. 1986.
- Portada Catálogo de la XX Exposición de la Agrupación Filatélica y Cultural de Cuenca. Homenaje a la Semana Santa conquense. Dibujo del sobre y matasellos 1º día de emisión de la exposición. 1988.
- Portada del número especial conmemorativo del "XX aniversario del Día de Cuenca" en 2009.
- Portada del Programa de Fiestas de San Roque 2009 de Landete

## Premios Recibidos
- 2013, septiembre/13. Premio de adquisición en la XXIV edición del Certamen Nacional de Pintura "José Sequí" de Tarancón (Cuenca).
- 2009, noviembre/09. 1.er Premio en la V Edición del PREMIO DE PINTURA MUFACE.
- 2009, agosto/09. 2.º Premio en XII Concurso Nacional de Pintura San Roque. Landete (Cuenca).
- 2006, agosto/06. 3.º Premio IX Concurso Nacional de Pintura San Roque. Landete (Cuenca).
- 1999, agosto/99. 3.º Premio en el II Concurso Nacional de Pintura San Roque. Landete (Cuenca)